# Honvéd Együttes
A Honvéd Együttes több tagozatú művészeti intézmény, a Zsuráfszky Zoltán által vezetett Magyar Nemzeti Táncegyüttesből, illetve annak Zenekarából, és a Magyar Nemzeti Férfikarból (2024 előtt Honvéd Férfikar néven) épül fel. Az Együttesen belül a művészeti karok önálló formációt alkotnak, ugyanakkor a társművészetek szimbiózisa is megvalósul. Minden kar jelentős szakmai elismertségnek örvend saját művészeti ágazatában. 2011-ben Prima Primissima díjjal ismerték el.

## Története
Az Együttes Veres Péter (író), akkori hadügyminiszter kezdeményezésére 1948-ban alakult, első fellépésére 1949. április 29-n került sor. Első vezetője László-Bencsik Sándor szobrászművész volt.
Vass Lajos 1949-től karnagyként dolgozott, Vásárhelyi Zoltán tanítványaként, majd 1953-ban a kórus vezetője lett. Az együttes 1956 szeptemberében több mint 3 hónapos, rendkívül sikeres kínai turnén vett részt. A budapesti forradalom híréről is ott értesültek az együttes tagjai. December elején indultak haza vonattal, és átutaztak Moszkván is, ahol parancs szerint kellett volna adniuk egy gálaelőadást. Az Együttes a magyarországi forradalom leverése miatt egyhangúlag ülősztrájkot kezdett és megtagadta a fellépést. Több napos huzavona, fenyegetések után engedték csak őket haza. Hazatérésük után, 1957 elején elbocsátották az egész együttest, és a "hangadókat" — köztük Böröcz Józsefet, a tánckar művészeti vezetőjét és Vasst — több éves procedúrának tették ki, fegyelmi elé állították és végül lefokozták.
A kórus „Állami Férfikar” néven, több neves személy (köztük Kodály Zoltán) közbenjárására tovább működhetett. A vezető is Vass Lajos maradhatott.
1957-58-ban újraindították az Együttest. A korábban nagy tánckart kamaraegyüttesi formában hozták létre újból, a férfikart pedig 1958-ban vette át ismét a Honvédség a korábbi néven, Vasst azonban nem vette vissza a hadsereg.
A 2009-ben fennállásának 60. jubileumát ünneplő együttes összetétele és látásmódja eredményeképpen játszóhelyének tudhatja az ország színpadait: Magyar Állami Operaház, a Művészetek Palotája, vidéki művelődési házak. A nagyvilág számos színházában, koncerttermében ismerik és elismerik a társulat előadásait. Az alkotók – rendezők, koreográfusok, zeneszerzők, írók – művei képzett, hivatásos művészek előadásában kerülnek színpadra, amelyet a közönség elismerése mellett a szakma is számos rangos díjjal jutalmazott már. 2011–ben Prima Primissima díjas lett.
A Honvéd Együttes otthont nyújt a népi hagyományok ápolásának, egyben kezdeményezője az új formákkal való merész kísérletezésnek is. Ötletgazdája és megvalósítója olyan programoknak, amelyek hazai és külföldi társ-együttesek és előadóművészek együttműködésében valósulnak meg. Műsorán művészeti ínyencségek éppúgy megtalálhatók, mint a szélesebb közönségréteg számára is befogadható előadások. Ennek köszönhető, hogy a Magyar Örökség részének nyilvánított, Magyar Művészetért Díjas Honvéd Együttes eddigi fennállása alatt mintegy 26 ezer előadást tartott, 53 országban csaknem 400 alkalommal vendégszerepelt.

## Művészeti karok

### A Magyar Nemzeti Táncegyüttes és Zenekara
A Magyar Nemzeti Táncegyüttes Magyarország legnagyobb létszámú tánckara. „Anyanyelve” a Kárpát-medence néptánc kincse, amelyből a nagy formátumú táncdrámáktól a népi vígjátékokig, a klasszikus tragédiáktól a mesedarabokig terjedő, sokszínű repertoár építkezik.
Valamennyi előadás közös jellemzője a robbanékonyság, a táncok virtuozitása és a színpadképek látványossága. Műsorrendjében őrzi a népi elemekből építkező dramatikus táncjátékok világát, valamint az ősi táncokat a lehető legnagyobb hűséggel színpadra állító darabok egyedi varázsát. A Zenekar tevékenysége szorosan kötődik a tánckar műsoraihoz, másrészről a magyar paraszti zene hagyományait őrző, önálló előadásokkal is színesítik a táncszínházi műsort.

### A Honvéd Férfikar

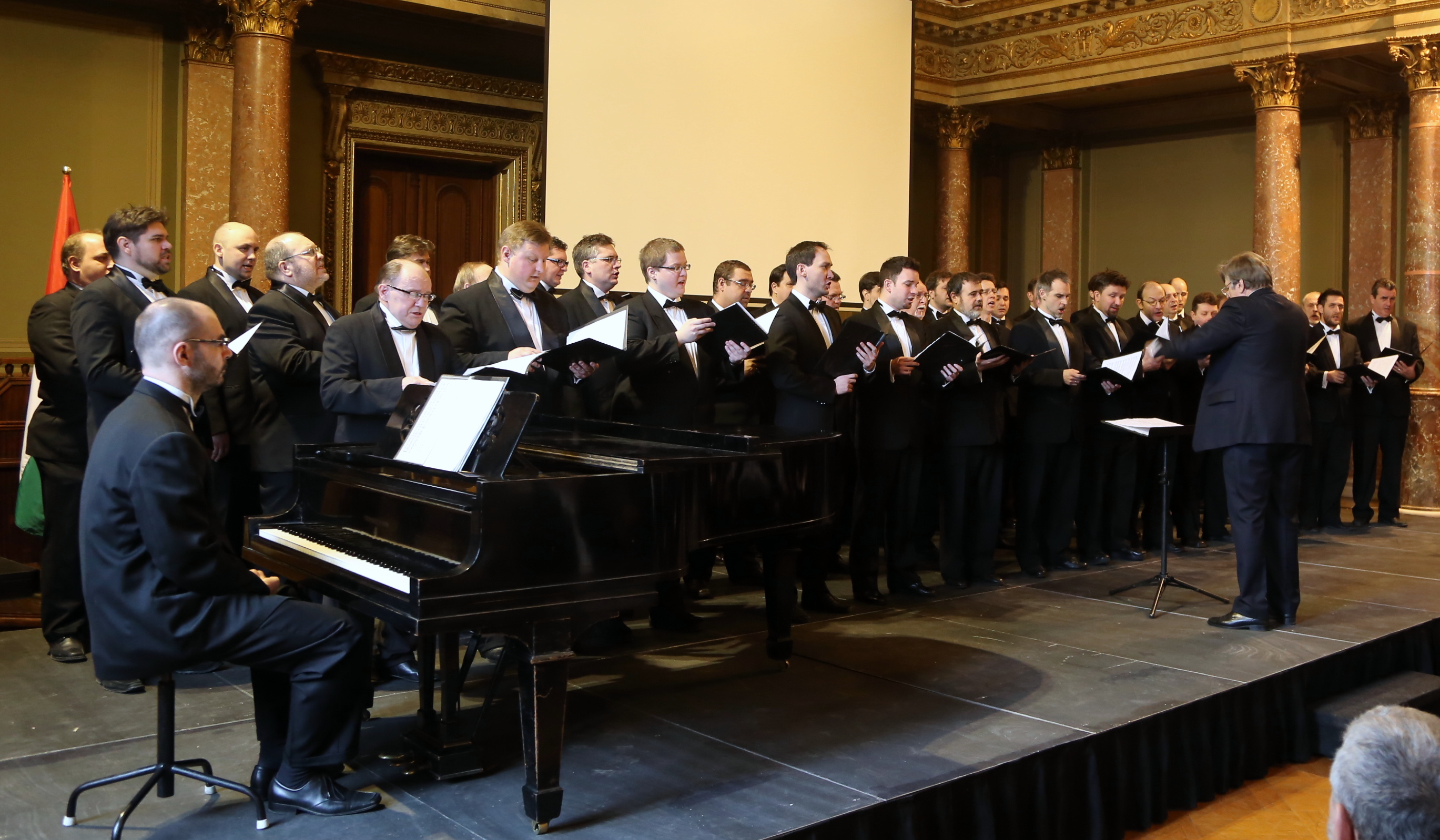
Honvéd Férfikar 2013-ban

A világszerte egyedülálló Honvéd Férfikar 45 fős létszámával a világ második legnagyobb, teljes állású, hivatásos énekesekből álló férfikara. Az énekkar hangzásában összegződik az orosz kórusok drámai ereje és hangterjedelme, valamint a nyugat-európai énekkarok finom részletérzékenysége azzal a kifejezőerővel, amely a közép-európai hagyomány legmélyebb sajátossága.
A kórus művészi színvonalát bizonyítja, hogy Bartók nagylemeze és Liszt Psalmus és Requiem lemeze elnyerte a Párizsi Charles Cross Hanglemez Akadémia Nagydíját.
Működése során a kórus a zeneirodalom minden műfaját, korszakát és stílusirányzatát megismerte. Ez a színgazdagság teszi lehetővé, hogy a gregoriántól a kortárs zenéig, az orosz pravoszláv kórusoktól az operán át a jazzig és az elektronikus zenéig minden műfaj és stílus szerepeljen a műsorán – a legmagasabb színvonalon.
A kórus gazdag és változatos műsorrendű. Oratórikus művek, népszerű operarészletek, operett dallamok, valamint az a cappella kórusirodalom legjobb alkotásai szerepelnek. A klasszikus műsorrend mellett érdekes zenei kirándulásokat tesznek a cross-over területére is, ahol - új műfajokat teremtve – népi együttessel, cigányzenekarral, kürt együttessel, dzsessz formációval, big band-del, valamint pop zenekarral működnek együtt.
A Honvéd Férfikar műsorán tartja a teljes férfikari kórusirodalom legnagyobb részét, beleértve az a cappella és zongorakíséretes műveket, operarészleteket, teljes operákat és oratóriumokat, operett részleteket, valamint számos átiratot.

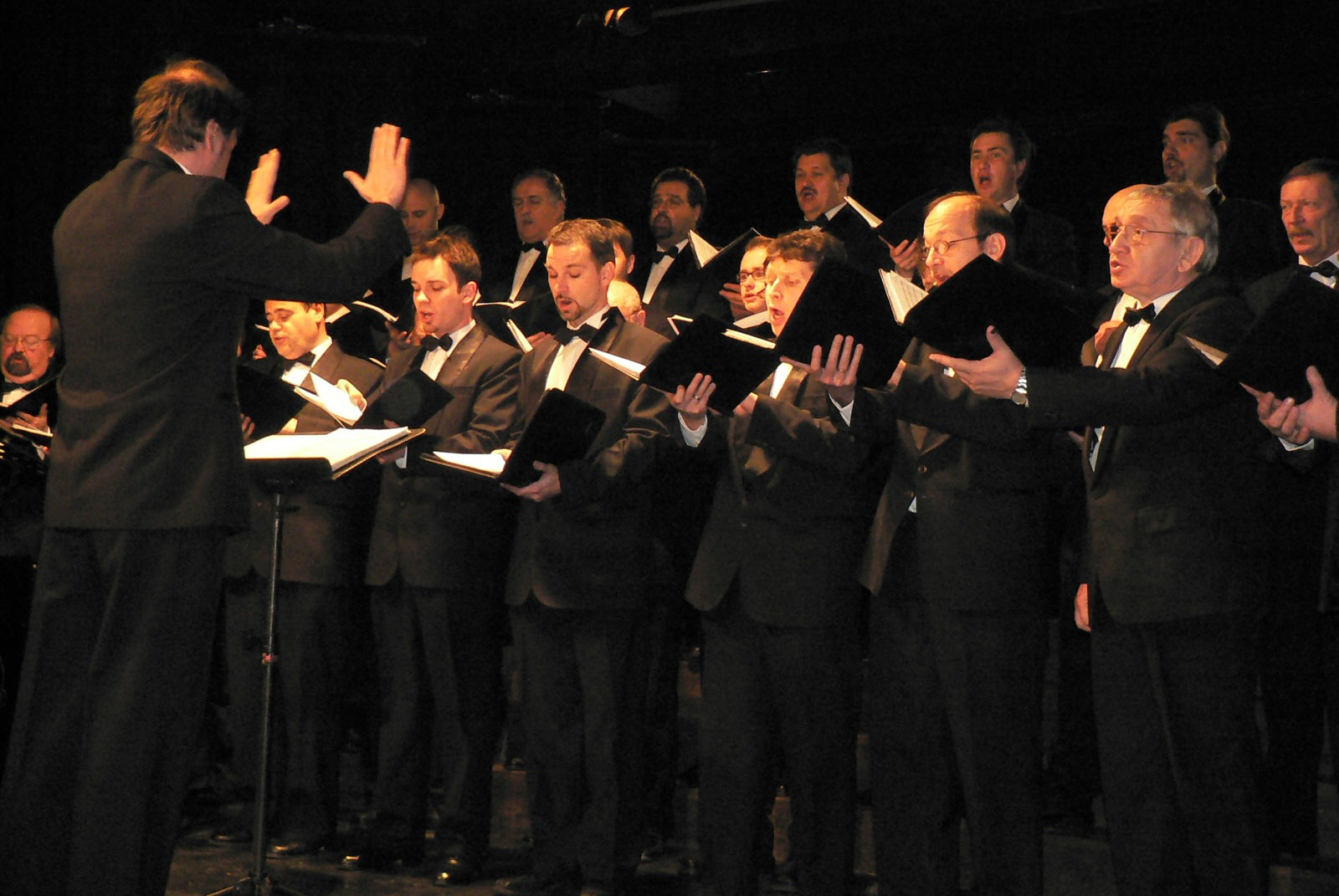
A Honvéd Férfikar fellépése 2010-ben Solymáron (vezényel Riederrauer Richárd)

Emellett olyan darabokat is megszólaltat, amelyek igen ritkán vagy egyáltalán nem hangzanak el a világ hangversenytermeiben. Ilyen például Brahms Rinaldo kantátája, amelyet nehézsége miatt ritkán játszanak; Wagner alig ismert remekműve, Az apostolok szeretetvacsorája; Kurt Weill megrázó Berlini requiemje, vagy Liszt nemrég felfedezett A négy elem című műve, amely a Les Préludes-nek eddig csak Liszt leveleiből ismert kórus-előzménye, s amelyről mindeddig azt hitték, hogy elveszett. E Liszt-kantátát a Honvéd Férfikar világpremierként szólaltatta meg 1996-ban. Ugyanakkor a férfikar és a big band különleges találkozásaként repertoárra került Duke Ellington páratlan Sacred Concert-je is. De a Honvéd Férfikar nélkül ma már szinte elképzelhetetlen Liszt Faust-szimfóniája, Berlioz Faust elkárhozása éppúgy, mint Stravinsky Oedipus Rex-e, Sosztakovics Babi Jar szimfóniája vagy Cherubini Requiem-je csakúgy, mint sok más alkotás az oratórium irodalom szabványaiból.
Verdi, Wagner számos operájában szerepel kiemelt férfikari jelenet, de az operairodalomban általában is sok a férfikari részlet. Ezek a Honvéd Férfikarnak nemcsak a koncertműsorát gazdagítják, hanem számos színpadi előadás emlékét is őrzik Budapesten, Ausztriában, Németországban, Egyiptomban és másutt. A velencei Grand Teatro la Fenice Lohengrin előadásában, például, olyan sikerrel szerepelt a kórus, hogy a színház intendatúrája egy önálló kóruskoncertre kérte fel a férfikart.
Szinte megalakulása pillanatától egyik fő törekvése, a Honvéd Férfikar a legjelentősebb magyar kortárs szerzőket igyekezett megnyerni új kórusművek komponálására. A legújabbak között így született Tolcsvay László Testamentumja, vagy Vajda János rendkívül szellemes oratórikus scherzója, a Szent Péter meg a zsoldosok (Hans Sachs nyomán).
Tagjainak többsége szólista feladatokra is képes. A mai magyar operaszínpadokon éneklő férfi magánénekesek csaknem mindegyike a Honvéd Férfikarban kezdte pályáját. A kórus a legkülönbözőbb összetételű műsorokkal képes közönség elé lépni, akár 3-5 fős, vagy 6-12 létszámú kamara felállásban, illetve 20-30-40 énekessel. Ez a létszám igény szerint bővíthető a hivatásos együttesek tagjaival. A különböző műsor-összeállításban szólistákat is adhat a férfikar. E rugalmassággal a Honvéd Férfikar bármilyen hangszeres együttessel, kamarazenekarral, jazz trióval, big band-del, cigányzenekarral társulhat. Reneszánsz zene, barokk operák, népi műsor, popátiratok – bármi megszólalhat a kórus előadásában.
A Honvéd Férfikar karigazgatója 2020. február 1. óta Riederauer Richárd. 2024 őszétől, a 75. jubileumi évaddal a kórus a Magyar Nemzeti Férfikar néven működik tovább, jelezve, hogy ma már nem katonák, hanem professzionális énekesek a tagjai.
Fontosabb turnék
Olaszország:
Velence – Grand Teatro La Fenice
Wagner: Lohengrin és a cappella koncert
Triest – Teatro Verdi
Wagner: Nürnbergi Mesterdalnokok
Róma – Szent Pál Templom
Liszt: Requiem
Szent Márta Templom – Bartók Összeállítás
Spanyolország:
Egyházzenei turné
Horvátország:
Zagrab – Lisinski koncertterem
Cantus Hungarorum
Liszt: Requiem
Németország:
Schwäbisch Gmünd – Európa Egyházzenei Fesztivál
Tolcsvay: Magyar Mise
Hollandia:
Amsterdam – Theatre Carré
Verdi: Traviata
Románia:
Kolozsvár – Kodály koncert
Szerbia és Montenegro:
Szabadka - Martinu: Ézsaiás Próféciái
Szlovákia:
Kassa – Művészetek Háza
Cherubini: Requiem
Görögország:
Athén – Wagner: Lohengrin (közreműködés)
Thesszaloniki „Európa Fővárosa” – Cherebuni: d-moll Requiem
Ausztria, Németország, Svájc, Belgium:
Stagione előadások
Mozart: Varázsfuvola, Szöktetés a szerájból
Verdi: Traviata, Nabucco, Rigoletto, Aida
Mexikó:
Festival Cervantino
Liszt: Requiem, Operagála a cappella koncertek (Bartók, Kodály)
USA:
Verdi: Rigoletto (turné)
Fontosabb kiadványok:
1990
Gloria in Excelsis Deo – kazetta
Honvéd Férfikar
Vezényel: Tóth András
A Honvéd Együttes Kiadványa
1991
Liszt Ferenc: Kórusművek 8.
(Hungaria 1848, Septem sacramenta)
Honvéd Férfikar valamint Temesi Mária, Takács Tamara, Molnár András, Daróczi Tamás, Bándi János, Sólyom-Nagy Sándor, Kováts Kolos (ének), Elekes Zsuzsa (orgona)
Állami Hangversenyzenekar
Vezényel: Zámbó István
A Hungaroton kiadványa
1996
Liszt Ferenc: Férfikari Kantáták
A négy elem, Le forgeron (A kovács)
Arbeiterchor, Hungária 1848
Vezényel: Párkai István és Tóth András
A Honvéd Együttes kiadványa
Cantus Hungarorum
A magyar dallamvilág kincsei
Az ősi gyökerektől a XX. századig
Vezényel: Tóth András
A Honvéd Együttes kiadványa
2004
Liszt Ferenc: Licht! mehr Licht!
Művek férfikarra és fúvószenekarra
Honvéd Férfikar
Fekete Attila - ének
Vezényel: Marosi László
A Hungaroton kiadványa
A kórus jelenleg több hanglemezen is dolgozik, melyek hamarosan megjelennek.
Az elmúlt évtizedek[pontosabban?] során a kórussal együtt dolgoztak:
Ernest Ansermet
Doráti Antal
Fischer Iván
Fischer Ádám
Lamberto Gardelli
Kertész István
Lovro von Matacic
Zubin Mehta
Giuseppe Patanè
Michel Plasson
Juri Simonov
Sir Georg Solti
Karolos Trikolidis
Avner Itai
Robert Sund
Giancarlo Viotti